# チーム・アルファメール
チーム・アルファメール（Team Alpha Male）は、アメリカ合衆国の総合格闘技ジムおよびチーム。カリフォルニア州サクラメントに所在。

## 概要
2004年にユライア・フェイバーがアルティメット・フィットネスジムとして設立。軽量級の練習相手が揃っていることから日本人が出稽古に訪れる事が多いジムであり、西浦"ウィッキー"聡生、石原夜叉坊らがアルファメールのロゴが入ったファイトショーツで試合をした事がある。

## コーチングスタッフ
- マルティン・カンプマン - ヘッドコーチ

## 主な所属選手
- クレイ・グイダ
- ジョシュ・エメット
- マイケル・キエーザ
- ソン・ヤドン
- ヤン・シャオナン
- リー・ジンリャン
- ス・ムダルジ
- セージ・ノースカット
- ダレン・エルキンス
- チャド・メンデス
- ペイジ・ヴァンザント
- マゲラム・ガサンザデ
- 石原夜叉坊
- 田中路教
- 中村優作

## 元所属選手
- ユライア・フェイバー
- TJ・ディラショー（UFC世界バンタム級王者）
- コーディ・ガーブラント（UFC世界バンタム級王者）
- ミーシャ・テイト（UFC世界女子バンタム級王者）
- デイブソン・フィゲイレード（UFC世界フライ級王者）
- ジョセフ・ベナビデス
- マーク・ムニョス
- シンシア・カルビーロ
- ランス・パーマー
- ブライアン・キャラウェイ
- ダニー・カスティーリョ
- クリス・ホルズワース

## 元所属コーチ
- ドゥエイン・ラドウィック（2012年12月 - 2014年5月）

## 表彰
- World MMA Awards
  - 2014年ジム・オブ・ザ・イヤー
  - 2014年コーチ・オブ・ザ・イヤー（ドゥエイン・ラドウィック）
  - 2013年ジム・オブ・ザ・イヤー
  - 2013年コーチ・オブ・ザ・イヤー（ドゥエイン・ラドウィック）